# Nizhni Taguil
Nizhni Taguil (en ruso: Нижний Тагил; en mansi: Тагил) es el centro administrativo del distrito Gornozavodski del óblast de Sverdlovsk, en la parte asiática de Rusia. Esta ciudad industrial está situada en los Urales medios, a unos 25 km al este del límite con Europa y a 125 km de Ekaterimburgo, la capital del óblast, a orillas del río Tagil (afluente principal del río Turá) que le da su nombre. Conectada por las vías ferroviarias y carreteras de la región, próxima al aeropuerto de Ekaterimburgo.

## Historia

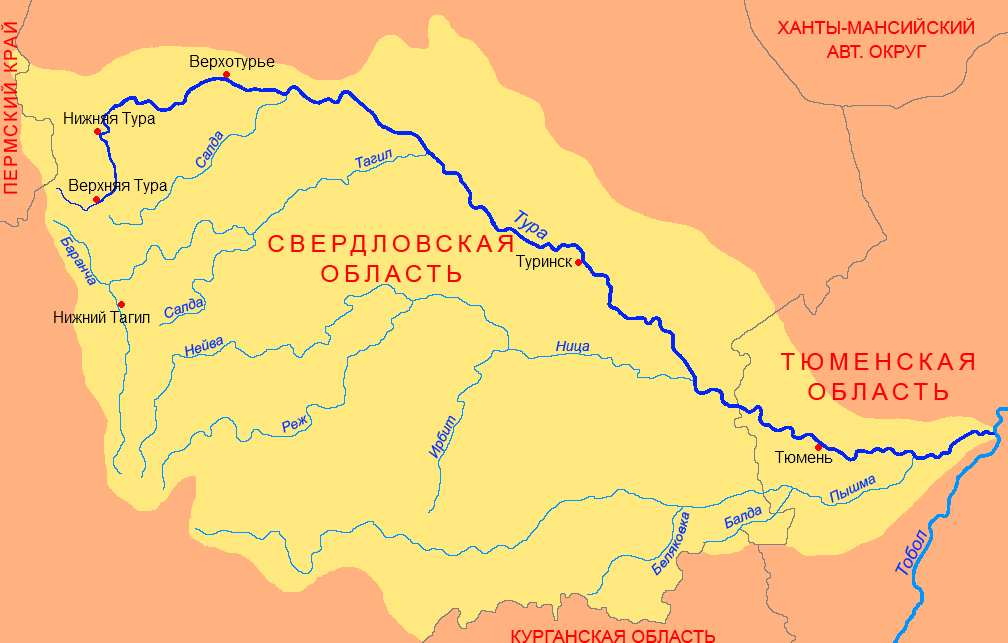
Nizhni Taguil (Нижний Тагил) en un mapa del río Turá...

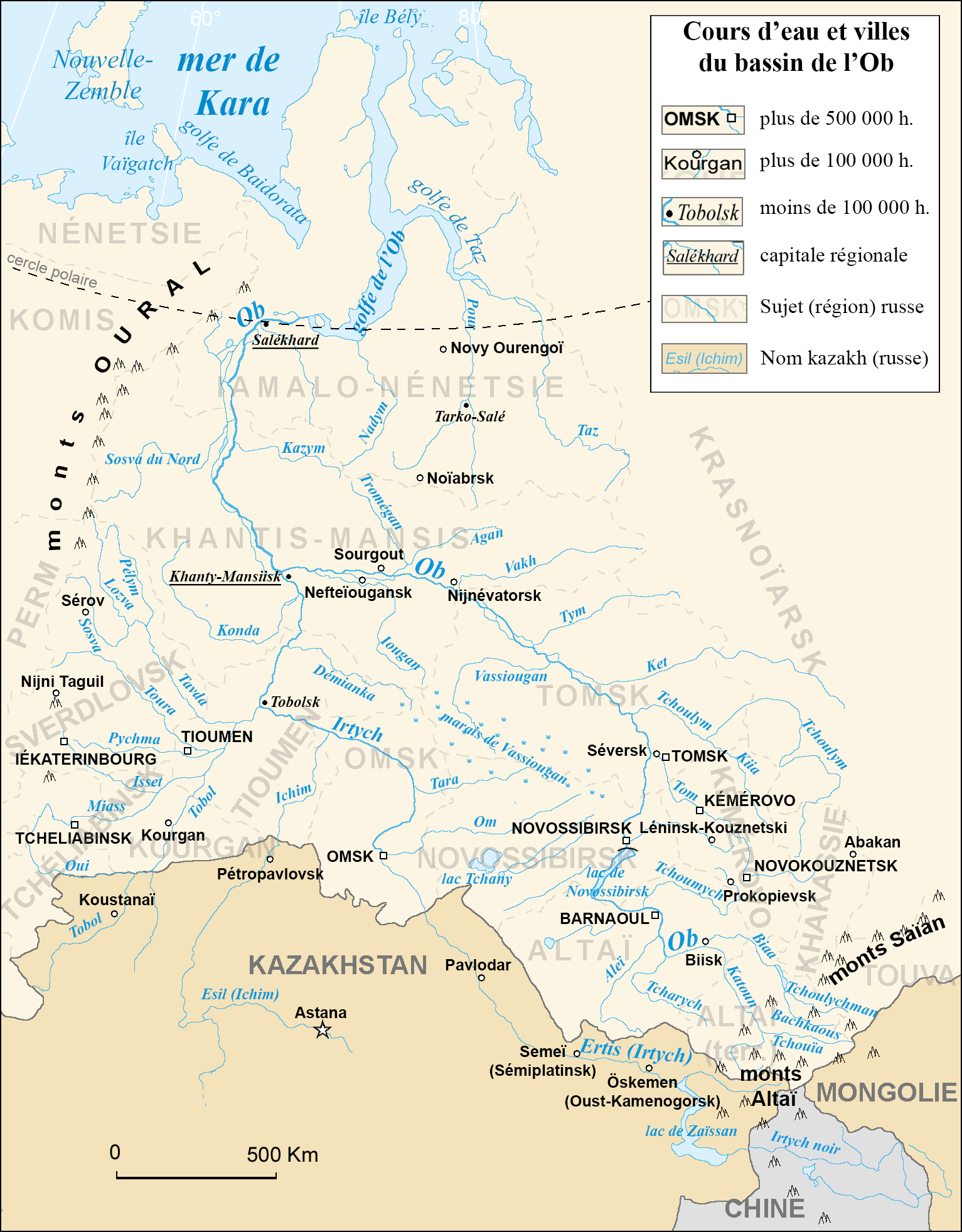
...y en uno del río Obi

La historia de Nizhni Taguil empieza con la apertura de la mina de hierro de Vysogorski en 1696. Los depósitos eran particularmente ricos, e incluía bastante hierro magnético puro. El medio de alrededor proveía de todo lo necesario para un exitoso trabajo de minería y fusión: ríos para el transporte, bosques para combustible, y un clima adecuado.
La ciudad se fundó legalmente en octubre de 1722 entre unos asentamientos ligados a la construcción de la planta de fusión de cobre de Vyiski, propiedad de Nikolái Demídov. Durante las siguientes décadas, la ciudad se desarrolló como uno de los primeros centros de industrialización de Rusia, siendo un gran productor de acero y hierro de molde.
La primera locomotora rusa de vapor fue construida aquí en 1833, y el padre e hijo ingenieros que la desarrollaron, Efim Cherepánov y Mirón Cherepánov (Черепанов) fueron conmemorados en 1956 con una estatua de bronce (del escultor A. S. Kondrátiev y el arquitecto A. V. Sótnikov) en el centro de la plaza del Teatro en el corazón de la ciudad.

## Demografía
| 1897    | 1926    | 1939    | 1956    | 1959    | 1962    | 1967    | 1970    |
| ------- | ------- | ------- | ------- | ------- | ------- | ------- | ------- |
| 30 000  | 28 000  | 160 000 | 297 000 | 338 000 | 359 000 | 377 000 | 378 000 |
| 1973    | 1979    | 1982    | 1986    | 1989    | 1998    | 2002    | 2007    |
| 386 000 | 398 100 | 407 000 | 423 000 | 439 521 | 399 600 | 390 498 | 377 500 |

## Clima
| Parámetros climáticos promedio de Nizhni Taguil (1949–2011) | Parámetros climáticos promedio de Nizhni Taguil (1949–2011) | Parámetros climáticos promedio de Nizhni Taguil (1949–2011) | Parámetros climáticos promedio de Nizhni Taguil (1949–2011) | Parámetros climáticos promedio de Nizhni Taguil (1949–2011) | Parámetros climáticos promedio de Nizhni Taguil (1949–2011) | Parámetros climáticos promedio de Nizhni Taguil (1949–2011) | Parámetros climáticos promedio de Nizhni Taguil (1949–2011) | Parámetros climáticos promedio de Nizhni Taguil (1949–2011) | Parámetros climáticos promedio de Nizhni Taguil (1949–2011) | Parámetros climáticos promedio de Nizhni Taguil (1949–2011) | Parámetros climáticos promedio de Nizhni Taguil (1949–2011) | Parámetros climáticos promedio de Nizhni Taguil (1949–2011) | Parámetros climáticos promedio de Nizhni Taguil (1949–2011) |
| Mes                                                         | Ene.                                                        | Feb.                                                        | Mar.                                                        | Abr.                                                        | May.                                                        | Jun.                                                        | Jul.                                                        | Ago.                                                        | Sep.                                                        | Oct.                                                        | Nov.                                                        | Dic.                                                        | Anual                                                       |
| ----------------------------------------------------------- | ----------------------------------------------------------- | ----------------------------------------------------------- | ----------------------------------------------------------- | ----------------------------------------------------------- | ----------------------------------------------------------- | ----------------------------------------------------------- | ----------------------------------------------------------- | ----------------------------------------------------------- | ----------------------------------------------------------- | ----------------------------------------------------------- | ----------------------------------------------------------- | ----------------------------------------------------------- | ----------------------------------------------------------- |
| Temp. máx. abs. (°C)                                        | 11.1                                                        | 11.1                                                        | 30.2                                                        | 30.0                                                        | 33.9                                                        | 33.9                                                        | 34.6                                                        | 37.2                                                        | 29.4                                                        | 22.6                                                        | 12.3                                                        | 4.9                                                         | 37.2                                                        |
| Temp. máx. media (°C)                                       | -11.5                                                       | -9.6                                                        | -0.8                                                        | 8.1                                                         | 15.5                                                        | 20.8                                                        | 22.7                                                        | 19.4                                                        | 13.2                                                        | 4.6                                                         | -4.6                                                        | -9.7                                                        | 5.7                                                         |
| Temp. media (°C)                                            | -14.7                                                       | -13.7                                                       | -5.2                                                        | 3.0                                                         | 9.7                                                         | 15.1                                                        | 17.2                                                        | 14.2                                                        | 8.6                                                         | 1.4                                                         | -7.2                                                        | -12.4                                                       | 1.3                                                         |
| Temp. mín. media (°C)                                       | -19.0                                                       | -18.7                                                       | -10.8                                                       | -2.8                                                        | 2.8                                                         | 8.1                                                         | 10.8                                                        | 8.6                                                         | 3.7                                                         | -2.0                                                        | -10.7                                                       | -16.3                                                       | -3.9                                                        |
| Temp. mín. abs. (°C)                                        | -45.0                                                       | -42.0                                                       | -36.1                                                       | -27.2                                                       | -12.8                                                       | -5.0                                                        | 0.0                                                         | -2.6                                                        | -7.8                                                        | -27.0                                                       | -38.9                                                       | -46.0                                                       | -46.0                                                       |
| Precipitación total (mm)                                    | 32.5                                                        | 27.6                                                        | 24.0                                                        | 32.9                                                        | 54.7                                                        | 55.6                                                        | 95.9                                                        | 78.5                                                        | 57.4                                                        | 37.3                                                        | 27.7                                                        | 25.4                                                        | 549.5                                                       |
| Días de precipitaciones (≥ 1 mm)                            | 18.2                                                        | 14.5                                                        | 16.7                                                        | 11.9                                                        | 13.3                                                        | 13.6                                                        | 9.1                                                         | 12.6                                                        | 13.2                                                        | 17.4                                                        | 20.6                                                        | 17.8                                                        | 178.9                                                       |
| Horas de sol                                                | 49.6                                                        | 89.6                                                        | 124.0                                                       | 201.0                                                       | 235.6                                                       | 243.0                                                       | 282.1                                                       | 201.5                                                       | 132.0                                                       | 71.3                                                        | 33.0                                                        | 34.1                                                        | 1696.8                                                      |
| Humedad relativa (%)                                        | 77.0                                                        | 72.9                                                        | 70.2                                                        | 63.9                                                        | 63.3                                                        | 71.3                                                        | 72.6                                                        | 78.2                                                        | 79.4                                                        | 78.5                                                        | 79.3                                                        | 78.5                                                        | 73.8                                                        |
| Fuente: Climatebase                                         |                                                             |                                                             |                                                             |                                                             |                                                             |                                                             |                                                             |                                                             |                                                             |                                                             |                                                             |                                                             |                                                             |

## Cultura y lugares de interés
Nizhni Taguil dispone de un teatro urbano, el de Mamin-Sibiriak, un teatro joven y uno de marionetas, un circo, una filmoteca y una vídeoteca, un palacio cultural así como varios museos y bibliotecas. En la ciudad y en los alrededores existen todavía edificios culturales históricos conservados o restaurados del siglo XVIII y XIX que son una muestra de la arquitectura de aquel tiempo. También hay un parque nacional que informa sobre el proceso de producción y procesado del hierro.

### Educación
Hay varios colegios técnicos y una escuela médica profesional, así como una academia de artes aplicadas reconocida internacionalmente.
Otras posibles continuaciones educacionales:
- Filial de la Universidad Estatal Técnica de los Urales.
- Filial del Instituto Humanístico Metropolitano.
- Filial del Instituto de Economía, Administración y Derecho de los Urales.
- Escuela militar del Departamento del Interior.
- Instituto Estatal de Educación de Nizhni Taguil.

## Economía e industria
La ciudad es conocida por la producción y el procesado de hierro. Otros sectores importantesson la construcción de maquinaria, trabajos del metal y química. La empresa más importante de la ciudad es la fábrica de carros de combate (el mayor productor del mundo) Uralvagonzavod. El complejo colectivo metalúrgico ha sido reorganizado por ThyssenKrupp. Varias empresas alemanas han empezado a invertir aquí desde 1996. Aquí reside también la acerería de la empresa Planta Metalúrgica de Nizhni Taguil (NTMK) y su cuartel general. La leyenda de que el cobre que se aplicó a la Estatua de la Libertad es de Nizhni Taguil ha sido desautorizada.

## Deportes
El Spútnik es un equipo de hockey sobre hielo de la ciudad que juega en la segunda liga rusa.

## Personalidades de Nizhni Taguil
- Borís Brainin, literato y antifascista austríaco.
- Valeri Brainin, musicólogo, pedágogo y escritor.
- Félix Lembersky, pintor.
- Dmitri Mamin-Sibiriak, escritor.
- Bulat Okudzhava, compositor e intérprete.
- Valeri Ogoródnikov, director de cine.
- Borís Rauschenbach, físico, unos de los fundadores de la austronáutica rusa.
- Efim Cherepánov, diseñador técnico, padre de la primera locomotora rusa.
- Mirón Cherepánov, diseñador técnico, padre de la primera locomotora rusa.
- Arón Zinchtein, pintor.
- Konstantín Novosiólov, Premio Nobel de Física (2010) por sus trabajos sobre el grafeno.
- Bar Paly, actriz y modelo nacionalizada israelí.

## Galería

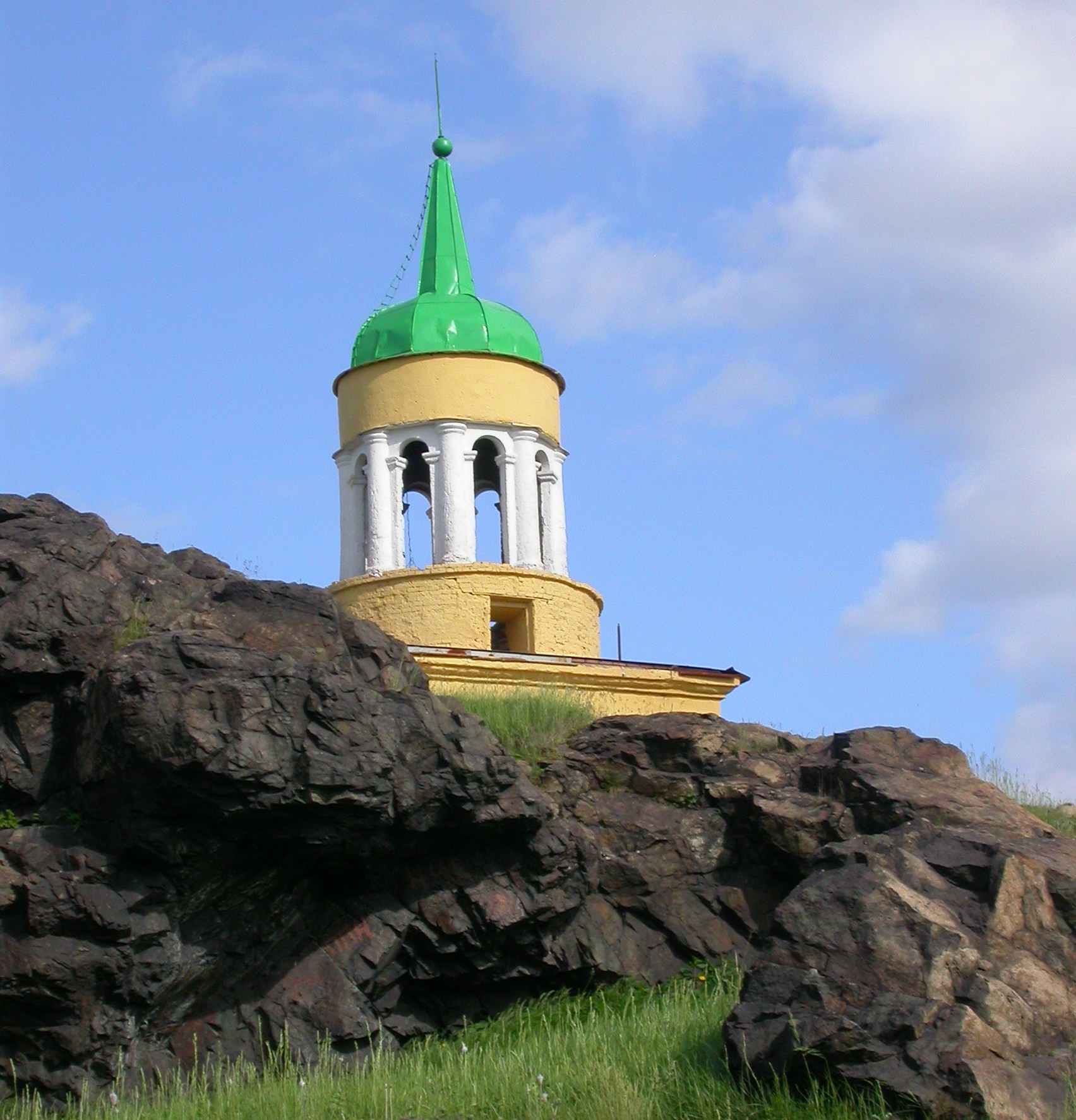
Atalaya en la montaña Lisia en Nizhni Taguil
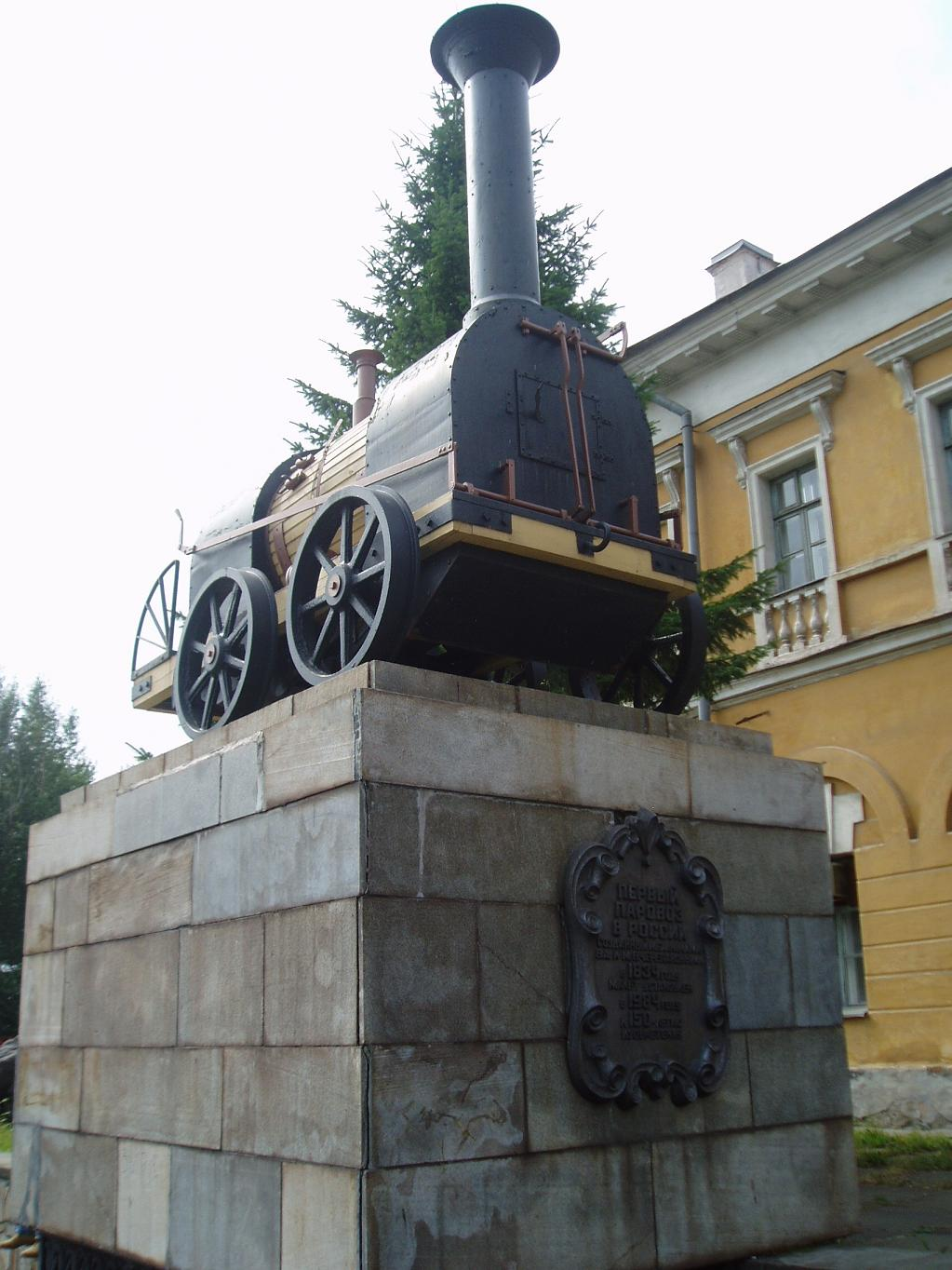
Primera locomotora rusa (1834), monumento conmemorativo
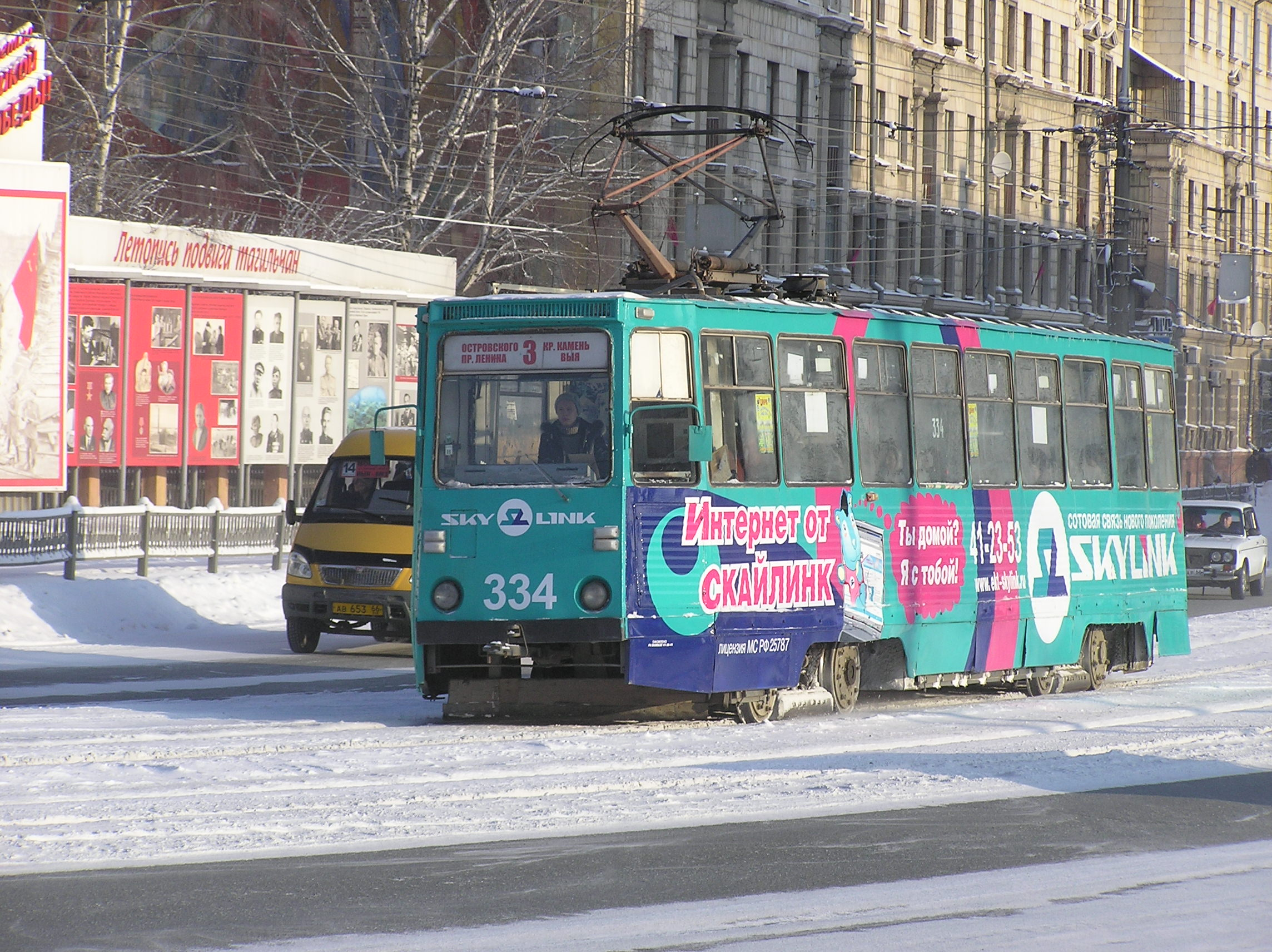
Tranvía en Nizhni Taguil
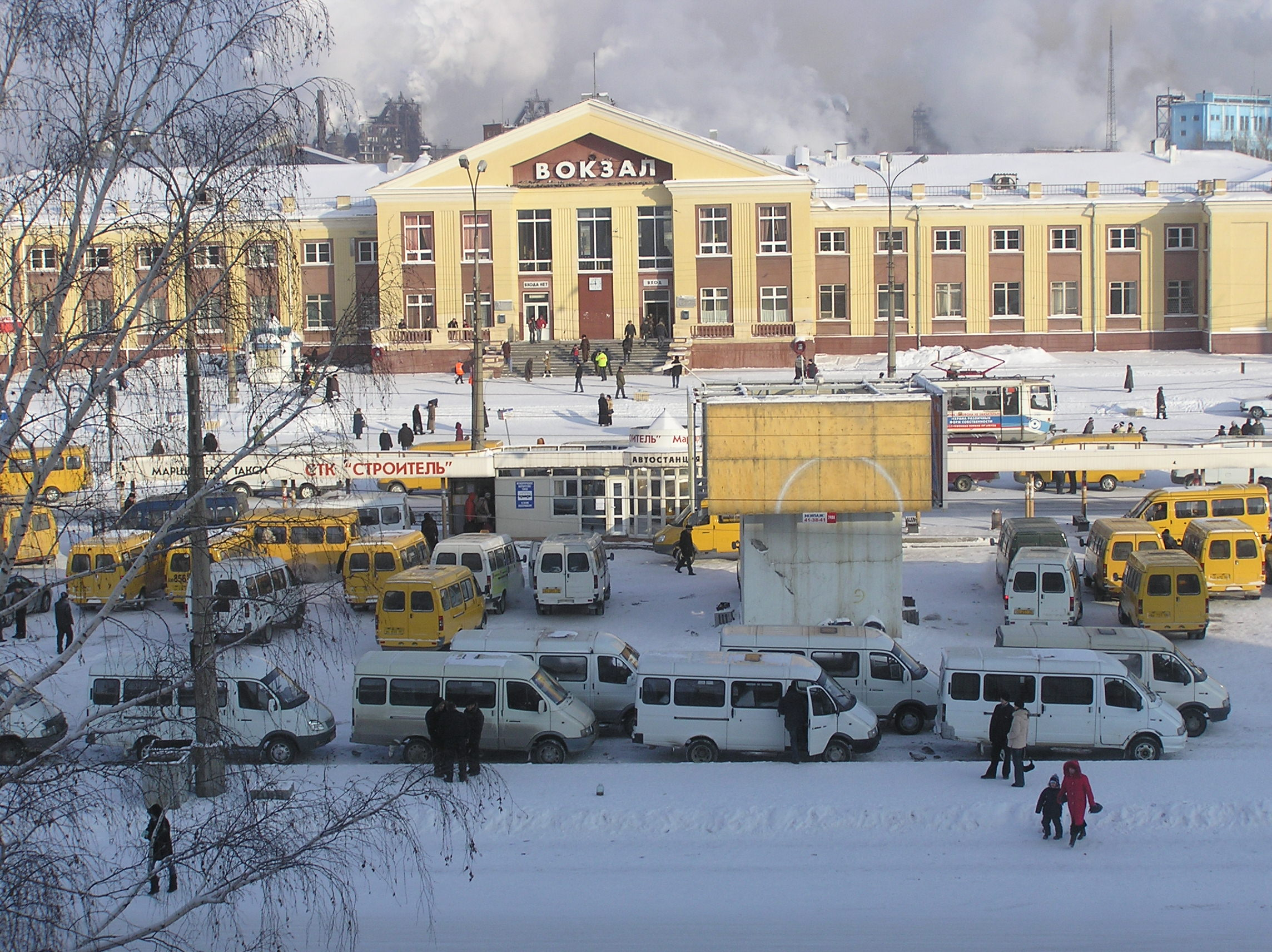
Estación de Nizhni Taguil
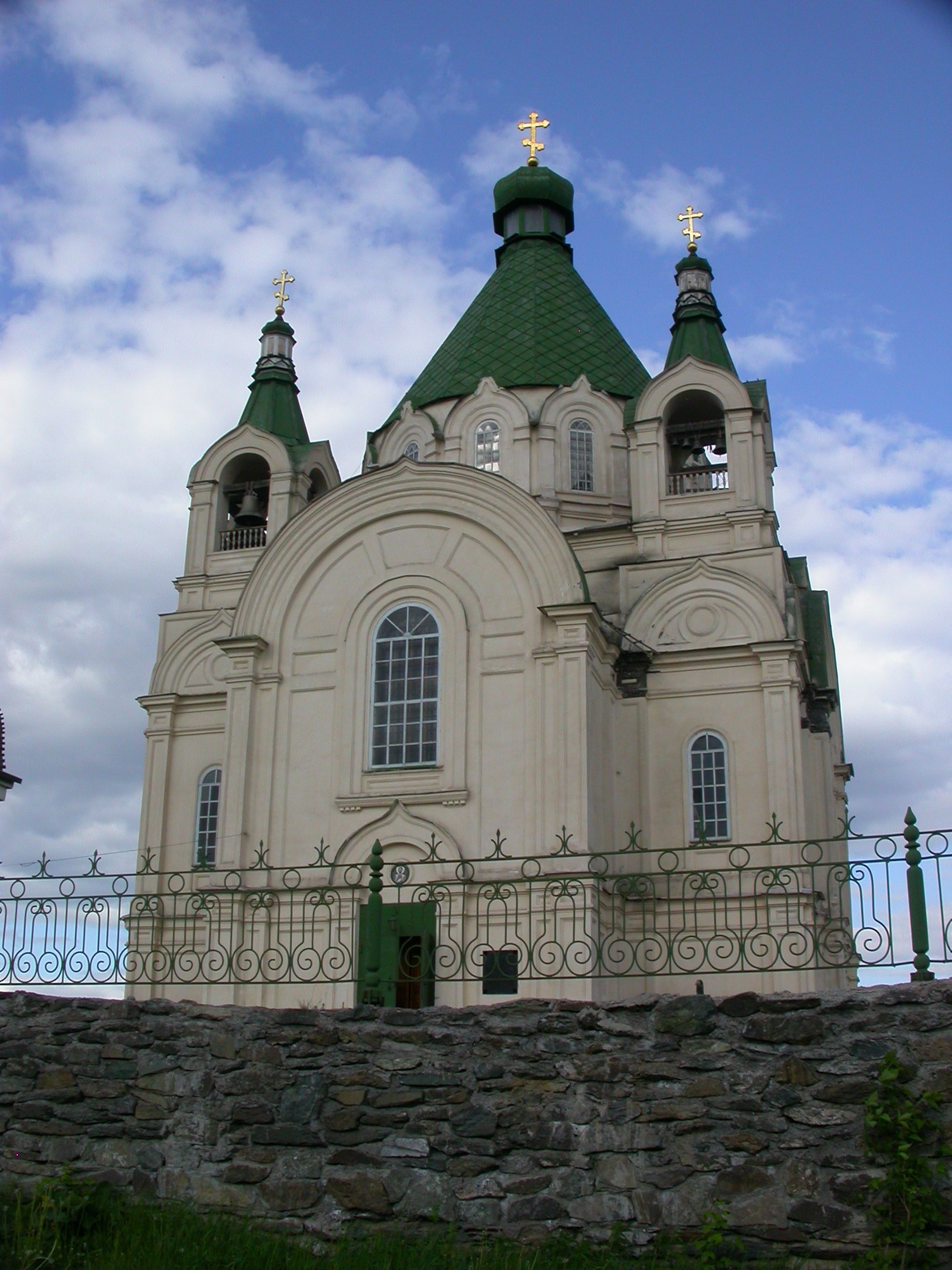
Catedral de San Alejandro Nevski
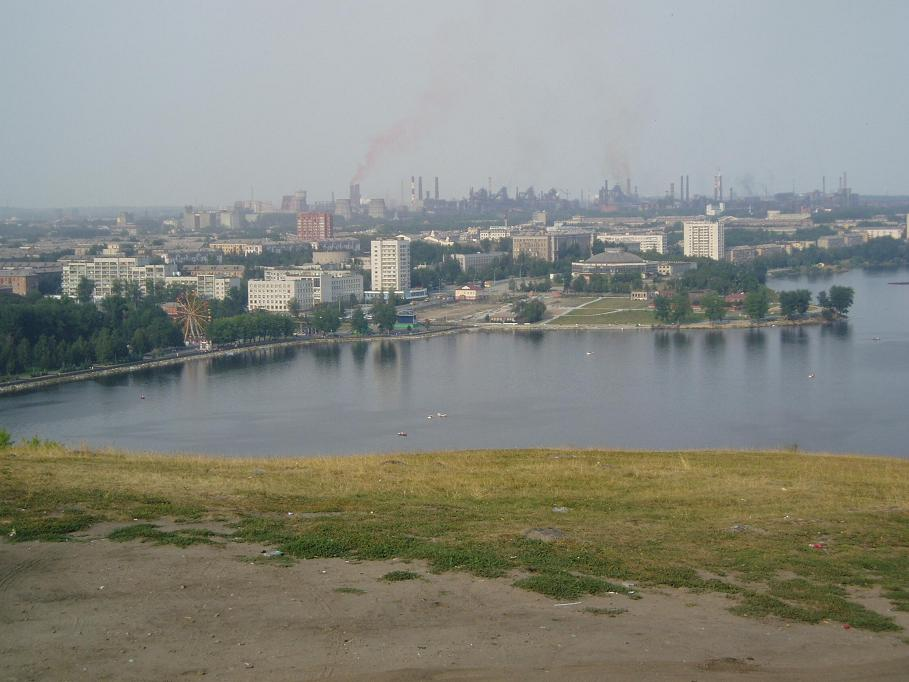
Vista sobre la zona industrial de Nizhni Taguil desde la montaña Lisia ("de los zorros"). El humo rojo del hierro señala la NTMK
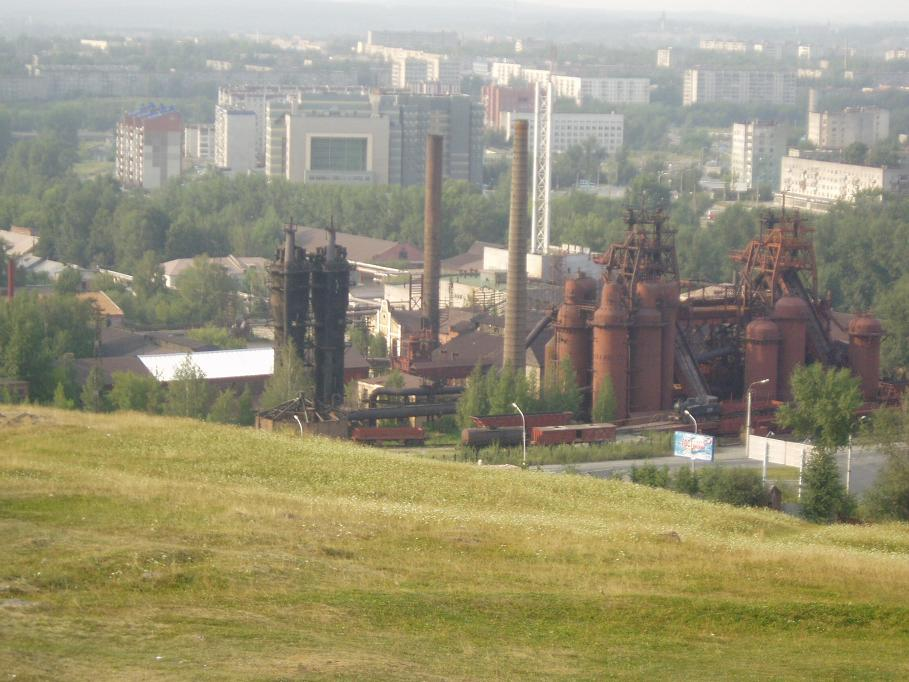
Industria

## Ciudades hermanadas
- Krivói Rog ( -2017)